# Leszczyniec (wieś)
Leszczyniec (przed 1945 niem. Haselbach) – wieś w Polsce położona w województwie dolnośląskim, w powiecie kamiennogórskim, w gminie Kamienna Góra, na pograniczu Rudaw Janowickich w Sudetach Zachodnich i Wzgórz Bramy Lubawskiej w Sudetach Środkowych nad Świdnikiem przy drodze wojewódzkiej nr 367.

## Położenie
Wieś położona w głębokiej dolinie Świdnika, wzdłuż drogi z Kamiennej Góry do Jeleniej Góry przez Przełęcz Kowarską.

## Turystyka
Leszczyniec może stanowić dobrą bazę wypadową do zwiedzania stosunkowo licznych atrakcji. Do najciekawszych obiektów zlokalizowanych w jego pobliżu należą: Sanktuarium Maryjne w Krzeszowie, Głazy Krasnoludków, Kolorowe Jeziorka w Rudawskim Parku Krajobrazowym, Chełmsko Śląskie.

## Podział administracyjny
W latach 1945–1954 siedziba gminy Leszczyniec. W latach 1954–1972 wieś należała i była siedzibą władz gromady Leszczyniec. W latach 1975–1998 miejscowość administracyjnie należała do województwa jeleniogórskiego.

## Zabytki
Do wojewódzkiego rejestru zabytków wpisane są obiekty:
- dawny kościół parafialny pw. św. Bartłomieja Apostoła, obecnie pomocniczy, z końca XVI w., przebudowany w XVIII w.
- cmentarz przykościelny
- dawny kościół ewangelicki, obecnie rzymskokatolicki, parafialny pw. św. Jana Nepomucena, z drugiej połowy XVIII w.
- piec wapienniczy (na działce nr 10/1), z 2 poł. XIX